# Милутин Попадић
Милутин Попадић (Приштина, 1981) српски је песник са Косова и Метохије, теолог и свештеник у Цркви Светог Василија Острошког у Лепосавићу.

## Биографија
Рођен је у Приштини, 30. октобра 1981. године, у породици православног свештеника оца Мирослава и мајке Бранке, као четврто најмлађе дете. Основну школу „Вук С. Караџић” је завршио у Приштини, а потом је уписао Богословију „Св. Кирила и Методија” у Призрену, да би због НАТО бомбардовања Србије, морао да напусти Косово и Метохију, те школовање наставља у Богословији „Св. Арсенија Сремског” у Сремским Карловцима. По завршетку средње школе, уписује и завршава Православни Богословски факултет у Београду. Од 2007. године живео је и радио као вероучитељ у ОШ „Стана Бачанин” у Лешку.
Члан је Друштва књижевника Косова и Метохије од септембра 2018. године и удружења песника „Уметнички хоризонт” из Крагујевца.